# Bettina Schaar
Bettina Schaar (* 1963 in Frankfurt am Main) ist eine deutsche Sportwissenschaftlerin.

## Leben
Sie studierte an Universität Heidelberg Sport und Sportwissenschaft, Leistungsphysiologie („Medizin NF“), Erziehungswissenschaften mit dem Abschluss Magister Artium (1989). Von 1992 bis 1994 war sie als wissenschaftliche Angestellte am Institut für Sport und Sportwissenschaft in Heidelberg tätig. Nach der Promotion 1994 war sie wissenschaftliche Angestellte (C1) an der Universität Leipzig. Seit 1995 war sie am Institut für Bewegungstherapie und bewegungsorientierte Prävention und Rehabilitation der DSHS Studienrätin und dann Oberstudienrätin. Nach der Habilitation 2006 wurde sie 2015 Professorin für Sportmethodik an der Universität der Bundeswehr München.

## Schriften (Auswahl)
- Untersuchung zur Effektivität von ambulanten Sportangeboten bei Kindern mit Atemwegserkrankungen. Frankfurt am Main 1995, ISBN 3-8171-1458-3.
- mit Petra Platen: Inline-Skating. Reinbek bei Hamburg 2000, ISBN 3-499-19492-9.
- Evaluation ausgewählter sportlicher Aktivitäten in Prävention und Rehabilitation. Aachen 2010, ISBN 978-3-89899-511-5.